# Zone de conservation du paysage de Rød-Dirhue
La zone de conservation du paysage de Rød-Dirhue  est une réserve naturelle norvégienne qui est située dans le municipalité de Færder, dans le comté de Vestfold.

## Description
La réserve naturelle de 0,771 km2, créée en 2006, est située au sud-ouest de l'île de Tjøme.
Le paysage est divisé en zones avec des objectifs de conservation et des réglementations de conservation différents. La plus grande zone (zone B) est une zone avec des types de forêts variés, de la pinède côtière sur les buttes en passant par la forêt mixte d'épicéas bleus et de pins jusqu'à la forêt marécageuse. Dans deux zones plus petites (zone A), il y a un champ intérieur avec des pâturages boisés et un jardin. Dans les zones bâties (zone C), la protection comprend à la fois les bâtiments, les cours, les routes et les jetées.
Au nord de la zone se trouve la ferme Berstad, où l'auteur Alf Larsen (en) a vécu une grande partie de son temps sur Tjøme. Il fit protéger cette première partie de la zone paysagère en 1942. Au sud de la zone se trouve Dirhue, une station balnéaire construite par l'armateur Rudolf Olsen (en) en 1935. Sa fille Sofie Helene Wigert (en) hérita du lieu en 1950, et fit protéger cette partie sud en 1963. Les deux zones protégées ont ensuite été regroupées dans une zone de conservation du paysage en 2006.

## Galerie

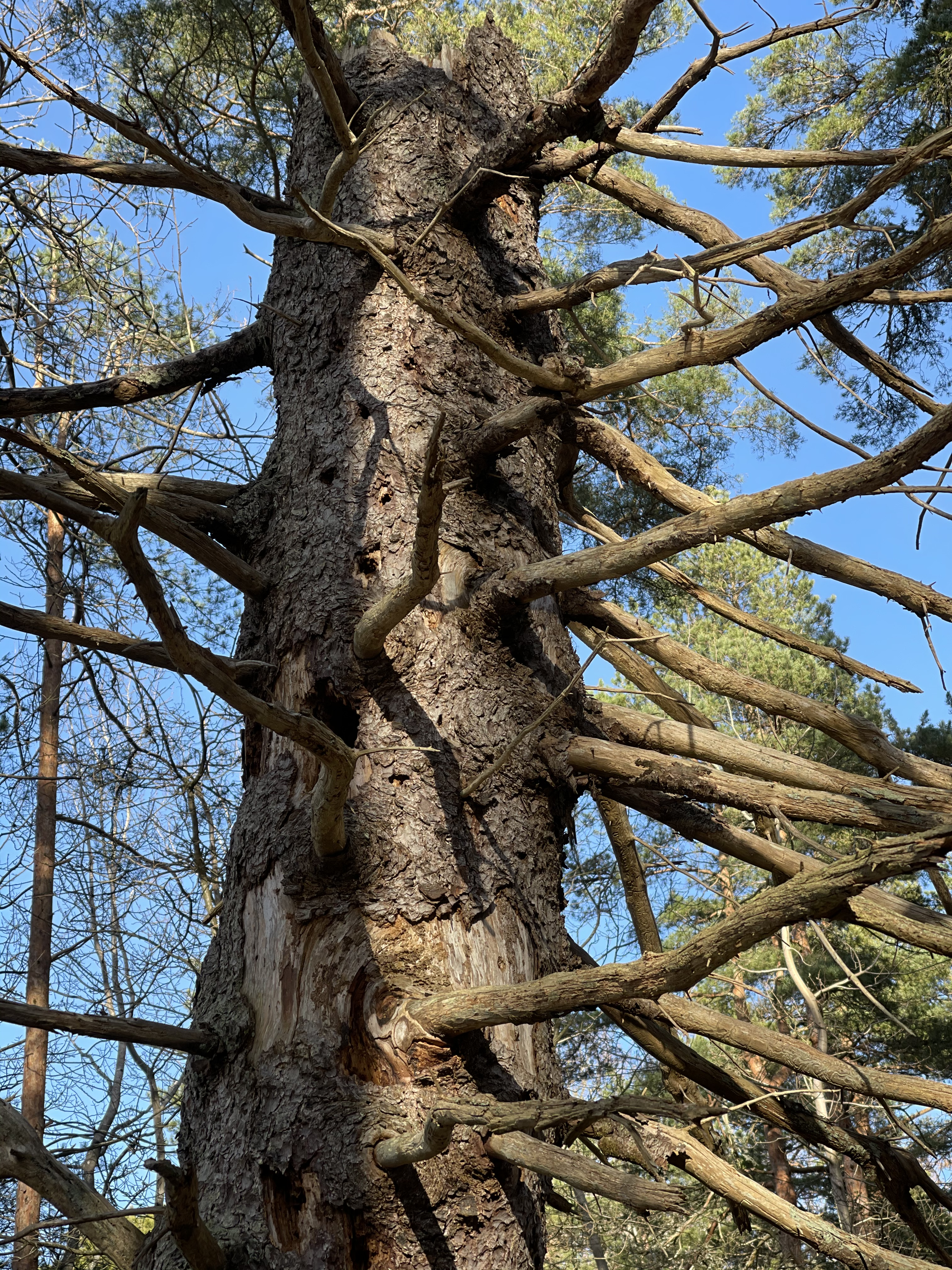
Epicea bleu
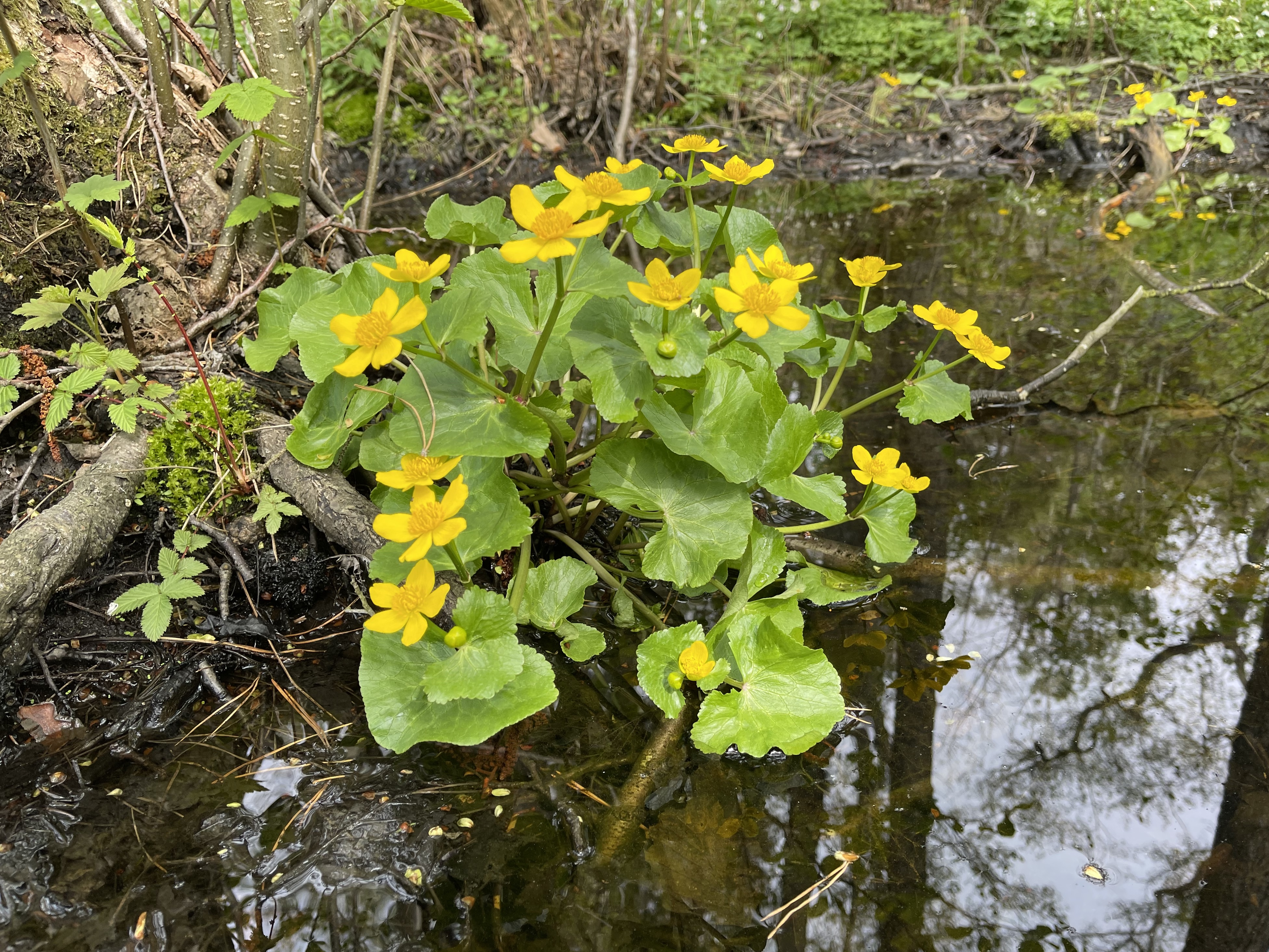
Populage des marais
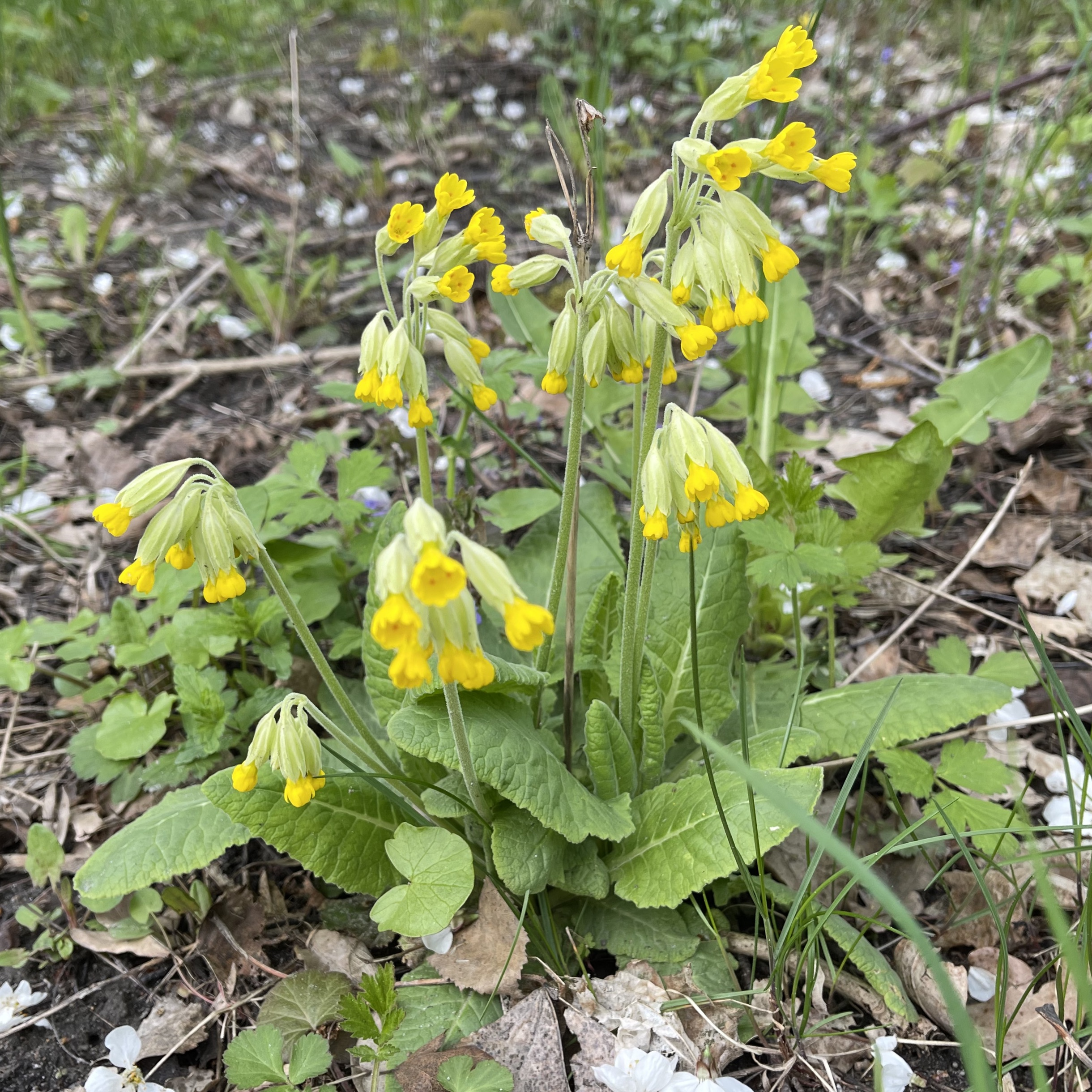
Primula veris